# Aedes tulagiensis
Aedes tulagiensis är en tvåvingeart som beskrevs av Edwards 1926. Aedes tulagiensis ingår i släktet Aedes och familjen stickmyggor. Inga underarter finns listade i Catalogue of Life.